# Leonardo Santiago
Leonardo Vitor Santiago (ur. 9 marca 1983 w Rio de Janeiro) – piłkarz brazylijski grający na pozycji napastnika lub lewoskrzydłowego.

## Kariera klubowa
Leonardo rozpoczynał piłkarską karierę w szkole futbolu Nova Safra, mieszczącej się w Rio de Janeiro. Wychowywał się i dorastał w dzielnicy Jacarezinho, z której pochodzi także słynny Romário. W wieku 12 lat wypatrzył go skaut Feyenoordu, Piet de Visser i Leonardo trafił do Holandii. W Eredivisie zadebiutował 19 sierpnia w wygranym 2:0 meczu z AZ Alkmaar, a w chwili debiutu liczył sobie 17 lat. Niedługo potem zaczęły się problemy z licencją dla graczy spoza Unii Europejskiej i Leonardo musiał poczekać do 18. urodzin by móc znów grać na holenderskich boiskach. Swojego pierwszego gola zdobył w meczu z Sc Heerenveen (2:0), a niedługo potem zapewnił Feyenoordowi wygraną nad Ajaksem Amsterdam i stał się wówczas ulubieńcem fanów zespołu.
W pierwszych dwóch sezonach Leonardo rozegrał dla Feyenoordu 44 mecze i zdobył 4 gole, ale zaliczył też dużą liczbę asyst. W sezonie 2001/2002 był jednym z autorów sukcesu, jakim było zdobycie Pucharu UEFA, a on sam wystąpił w wygranym 3:2 finałowym meczu z Borussią Dortmund. Jednak od początku sezonu 2002/2003 coraz rzadziej pojawiał się na boisku z powodu licznych kontuzji. Od sierpnia 2002 do grudnia 2005 rozegrał dla Feyenoordu tylko 11 ligowych meczów.
W styczniu 2006 Leonardo przeszedł do NAC Breda i podpisał z tym klubem półtoraroczny kontrakt. W drużynie Ceesa Loka miał pewne miejsce w składzie i strzelając 8 goli w 14 meczach zapewnił drużynie utrzymanie w lidze, a sam został najlepszym strzelcem zespołu. Na początku sezonu 2006/2007 popadł w konflikt z nowym trenerem NAC Ernie Brandtsem. Sam zawodnik chciał grać jako skrzydłowy, a nie napastnik i w efekcie czego opuścił trening i został zawieszony przez władze klubu.
W grudniu 2006 Leonardo podpisał z Ajaksem Amsterdam 2,5-letni kontrakt, a stołeczny klub zapłacił za niego 750 tysięcy euro. W barwach Ajaksu zadebiutował 21 stycznia 2007 w wygranym 2:0 meczu z FC Utrecht, natomiast w kolejnym spotkaniu, z FC Groningen (3:2) zdobył swojego pierwszego gola. 4 marca w meczu z Sc Heerenveen doznał ciężkiej kontuzji – zerwał więzadła krzyżowe w prawym kolanie i w kwietniu przeszedł pomyślnie operację w São Paulo, ale z gry został wyłączony na okres 5 miesięcy. Miał więc niewielki udział w wywalczeniu wicemistrzostwa Holandii oraz zdobyciu Pucharu Holandii.
W 2009 Leonardo odszedł do NAC Breda.
Od lutego 2013 roku jest zawodnikiem węgierskiego Ferencvárosi TC, do którego trafił z austriackiego Red Bull Salzburg.
| Sezon   | Klub                | Kraj     | Rozgrywki           | Mecze | Bramki |
| ------- | ------------------- | -------- | ------------------- | ----- | ------ |
| 2000/01 | Feyenoord Rotterdam | Holandia | Eredivisie          | 23    | 2      |
| 2001/02 | Feyenoord Rotterdam | Holandia | Eredivisie          | 21    | 2      |
| 2002/03 | Feyenoord Rotterdam | Holandia | Eredivisie          | 3     | 0      |
| 2003/04 | Feyenoord Rotterdam | Holandia | Eredivisie          | 3     | 0      |
| 2004/05 | Feyenoord Rotterdam | Holandia | Eredivisie          | 4     | 0      |
| 2005/06 | Feyenoord Rotterdam | Holandia | Eredivisie          | 1     | 0      |
| 2005/06 | NAC Breda           | Holandia | Eredivisie          | 14    | 8      |
| 2006/07 | NAC Breda           | Holandia | Eredivisie          | 17    | 2      |
| 2006/07 | AFC Ajax            | Holandia | Eredivisie          | 7     | 1      |
| 2007/08 | AFC Ajax            | Holandia | Eredivisie          | 9     | 2      |
| 2008/09 | AFC Ajax            | Holandia | Eredivisie          | 24    | 2      |
| 2009/10 | NAC Breda           | Holandia | Eredivisie          | 17    | 4      |
| 2010/11 | NAC Breda           | Holandia | Eredivisie          | 25    | 2      |
| 2011/12 | Red Bull Salzburg   | Austria  | Bundesliga          | 49    | 2      |
| 2012/13 | Ferencvárosi TC     | Węgry    | Nemzeti Bajnokság I | 9     | 2      |
| 2013/14 | Ferencvárosi TC     | Węgry    | Nemzeti Bajnokság I | 14    | 5      |
| 2014/15 | TSV 1860 Monachium  | Niemcy   | 2. Bundesliga       | 8     | 2      |

## Kariera reprezentacyjna
W swojej karierze Leonardo ma za sobą 2 występy w reprezentacji Brazylii U-20 oraz 22 w kadrze U-23.